# Walworth (Wisconsin)
Walworth ist eine Gemeinde (mit dem Status „Village“) im Walworth County im US-amerikanischen Bundesstaat Wisconsin. Im Jahr 2010 hatte Walworth 2816 Einwohner.

## Geografie
Walworth liegt im Südosten Wisconsins, unweit des Südwesten des Geneva Lake. Die geografischen Koordinaten von Walworth sind 42°31′52″ nördlicher Breite und 88°35′58″ westlicher Länge. Das Gemeindegebiet erstreckt sich über eine Fläche von 3,99 km². Die Stadt Walworth ist im Norden, Westen und Süden von der Town of Walworth sowie im Westen zu einem kleinen Teil von der Town of Linn umgeben, gehört aber keiner davon an.
Nachbarorte von Walworth sind Fontana-on-Geneva Lake (an der nordöstlichen Gemeindegrenze), Hebron in Illinois (19,2 km südöstlich), Harvard in Illinois (12,4 km südlich), Sharon (13,7 km westsüdwestlich) und Darien (12,2 km nordwestlich).
Die nächstgelegenen größeren Städte sind Wisconsins größte Stadt Milwaukee (94,2 km nordöstlich), Chicago in Illinois (130 km südöstlich), Rockford in Illinois (62 km südsüdwestlich) und Wisconsins Hauptstadt Madison (106 km nordwestlich).

## Verkehr
Der U.S. Highway 14 führt in Nord-Süd-Richtung als Hauptstraße durch Walworth. Im Zentrum kreuzt der Wisconsin State Highway 67. Alle weiteren Straßen sind untergeordnete Landstraßen, teils unbefestigte Fahrwege sowie innerörtliche Verbindungsstraßen.
Durch das Gemeindegebiet verläuft für den Frachtverkehr eine Strecke der Wisconsin and Southern Railroad (WSOR).
Die nächsten Flughäfen sind der Dane County Regional Airport in Madison (110 km nordwestlich), der Milwaukee Mitchell International Airport in Milwaukee (86,6 km ostnordöstlich), der Chicago O’Hare International Airport (101 km südöstlich) und der Chicago Rockford International Airport (68,7 km südwestlich).

## Bevölkerung
Nach der Volkszählung im Jahr 2010 lebten in Walworth 2816 Menschen in 1068 Haushalten. Die Bevölkerungsdichte betrug 705,8 Einwohner pro Quadratkilometer. In den 1068 Haushalten lebten statistisch je 2,58 Personen.
Ethnisch betrachtet setzte sich die Bevölkerung zusammen aus 87,5 Prozent Weißen, 0,7 Prozent Afroamerikanern, 0,1 Prozent amerikanischen Ureinwohnern, 0,8 Prozent Asiaten, 0,2 Prozent Polynesiern sowie 9,5 Prozent aus anderen ethnischen Gruppen; 1,2 Prozent stammten von zwei oder mehr Ethnien ab. Unabhängig von der ethnischen Zugehörigkeit waren 17,8 Prozent der Bevölkerung spanischer oder lateinamerikanischer Abstammung.
28,4 Prozent der Bevölkerung waren unter 18 Jahre alt, 56,7 Prozent waren zwischen 18 und 64 und 14,9 Prozent waren 65 Jahre oder älter. 51,9 Prozent der Bevölkerung war weiblich.
Das mittlere jährliche Einkommen eines Haushalts lag bei 51.000 USD. Das Pro-Kopf-Einkommen betrug 22.008 USD. 12,9 Prozent der Einwohner lebten unterhalb der Armutsgrenze.

## Bekannte Bewohner
- Carlos D. Shelden (1840–1904) – republikanischer Abgeordneter des US-Repräsentantenhauses (1897–1903) – geboren in Walworth